# Van Gogh (film, 1947)
Pour les articles homonymes, voir Van Gogh (homonymie).
Pour plus de détails, voir Fiche technique et Distribution.
Van Gogh est un court métrage documentaire français réalisé par Alain Resnais, sorti en 1947.
Ce court métrage est une œuvre de commande, en collaboration avec Gaston Diehl et Robert Hessens. 
Illustré avec des peintures et des dessins de Van Gogh, c'est un des premiers « films sur l'art ».
Il a été primé à Venise en 1948 et a reçu l'Oscar du meilleur court métrage deux bobines en 1949.

## Fiche technique
- Réalisation : Alain Resnais
- Scénario : Gaston Diehl
- Commentaires dit par Claude Dauphin
- Musique de Jacques Besse
- Durée : 18 minutes